# Planet X
Planet X («Пленет Екс») — американський гурт, що виконує інструментальну музику напрямку прогресивний метал з елементами ф'южн. Започаткований в 1999 р. в Каліфорнії, США як розвиток сольного альбому клавішника Дерека Шерініана (Derek Sherinian) з такою ж назвою. Шерініан в декількох інтерв'ю заявляв, що його метою під час формування було створити гурт, в якому інструменти грали б так відчайдушно, що примусили б перелякано битися серця музикантів. Згодом Шерініан визначив стиль гурту як «метал-ф'южн».

## Історія гурту
Після запису однойменного сольного альбому, Дерек Шерініан (колишній учасник Dream Theater) розвинув альбомний ряд до сучасного в співробітництві з ударником Вірджілом Донаті (Virgil Donati). На теперішній момент вони реалізували три студійні та один концертний альбоми. Під час запису альбомів гурт працював з декількома запрошеними гітаристами.
Звуки Planet X є чимось віддаленим від того, що існує в стандартному радіоефірі. Вірджіл Донаті якось відмітив: «Наш найекзотичніший музичний розмір — чотири.» У будь-якому одному творі не є притаманним чути багаторазові зміни ритму. Музика Planet X є повністю інструментальною, за винятком надзвичайно рідко висказаних слів. Беручи основу з джазу, більшість композицій виступають як сольні партії, що відокремлені перервами чи хором. Проте, акустично вони не мають нічого спільного з майже усім авангардним джаз-ф'южном.
Planet X зробив навколосвітні турне включаючи такі країни, як Японія, Австралія, Нідерланди, США, Канада, Польща, Болгарія та Румунія.
Останній альбом «Quantum» було видано у 2007 році, в запису якого взяли участь ф'южн-гітаріст (колишній учасник гурту UK) Аллан Голдсворт (Allan Holdsworth), гітарист Бретт Ґарсед (Brett Garsed) — учасник першого сольного альбому Шерініана, та бас-гітаристи Джіммі Джонсон (Jimmy Johnson) і Руфус Філпот (Rufus Philpot).

## Учасники
Теперішні
- Дерек Шерініан (Derek Sherinian) — клавішні
- Вірджіл Донаті (Virgil Donati) — ударні
- Руфус Філпот (Rufus Philpot) — бас

Колишні
- Тоні МакЕлпайн (Tony MacAlpine) — гітара
- Т. Дж. Гелмеріч (T.J. Helmerich) — гітара

Ті, що запрошувалися
- Філіп Байно (Philip Bynoe) — бас
- Рік Ф'єрабраччі (Ric Fierabracci) — бас
- Бретт Ґарсед (Brett Garsed) — гітара
- Аллан Голдсворт (Allan Holdsworth) — гітара
- Джіммі Джонсон (Jimmy Johnson) — бас
- Том Кеннеді (Tom Kennedy) — бас
- Дейв Лару (Dave LaRue) — бас
- Біллі Шіген (Billy Sheehan) — бас

### Дискографія
- Universe (2000, CD)
- Live From Oz (2002, CD)
- Moonbabies (2002, CD)
- Quantum (2007, CD)